# 가산명사
가산명사(영어: count noun) 또는 셀 수 있는 명사(영어: countable noun)는 dog, foot, lemon처럼 일정한 한계나 형상을 가지고 있어서 셀 수 있는 명사를 뜻한다. 언어학에서 수사로 변형될 수 있고 단수와 복수 형태로 모두 사용될 수 있는 명사이며, every, each, sever 등의 한정사와 공존한다.

## 예시
- 복수에서의 쓰임

There is a chair in the room. (맞음)
There are chairs in the room. (맞음)
There is chair in the room. (틀림)
There is a furniture in the room. (틀림)
There are furnitures in the room. (틀림)
There is furniture in the room. (맞음)
- 수량 한정사와 모두 쓰임(영어판)

Every chair is man made.
There are several chairs in the room.
Every furniture is man made. (틀림)
There are several furnitures in the room. (틀림)
일부 한정사는 "some", "a lot (of)", "no"를 포함한 가산명사와 불가산명사 둘 다 함께 사용될 수 있다. 다른 것들은 그렇지 않다. "few"와 "many"는 가산명사와 함께 사용되고, "little"과 "much"은 불가산명사과 함께 사용된다.(한편, "fewer"는 가산명사를, "less"는 불가산명사를 사용하지만,(Fewer VS less 참고.) "more"은 "many"와 "more" 모두에 대한 올바른 비교급이다.)

## 문법적 구별
"불가산명사"의 개념은 문법적 개념이며, 그 명사가 가리키는 대상의 원래 성질에 기초하지 않는다. 예를 들어, "seven chairs"와 "some furniture"는 정확히 동일한 물건을 지칭할 수 있으며, "seven chairs"는 개별 물건의 집합을 지칭하지만 "some furniture"는 이들을 개별로 구분할 수 없는 단위로 지칭한다. 그러나, "fun"와 "hope"과 같은 몇몇 추상적인 개념은 그것들을 가산명사로 지칭하는 것을 어렵게 만드는 성질을 가지고 있다.
분류사는 때때로 불가산명사 앞에 있는 가산명사로 사용되기도 하는데, 이는 화자의 초점을 불가산명사의 특징에서 멀어지게 하기 위해서이다. 예를 들어, "There's some furniture in the room"를 "There are some pieces of furniture in the room"로 다시 표현하고, "let's have some fun"를 "Let's have a bit of fun"로 다시 초점을 변경할 수 있다.
영어에서, 어떤 명사는 분류사가 있든 없든 간에 불가산명사로 가장 많이 쓰인다.("Waiter, I'll have some coffee" 또는 "Waiter, I'll have a cup of coffee" 처럼) 빈도는 적지만, 가산명사도 사용한다.("Waiter, we'll have three coffees." 처럼)

## 같이 보기
- 수 (문법)
- 수분류사